# Miliammina
Miliammina es un género de foraminífero bentónico de la subfamilia Miliammininae, de la familia Rzehakinidae, de la superfamilia Rzehakinoidea, del suborden Schlumbergerinina y del orden Schlumbergerinida. Su especie tipo es Miliolina oblonga. Su rango cronoestratigráfico abarca desde el Jurásico medio hasta la Actualidad.

## Discusión
Clasificaciones previas incluían Miliamminaen el suborden Textulariina del Orden Textulariida o en el orden Lituolida. También ha sido incluido en el suborden Rzehakinina y en el orden Rzehakinida, aunque estos taxones han sido considerados sinónimos posteriores de Schlumbergerinina y Schlumbergerinida respectivamente.

## Clasificación
Se han descrito numerosas especies de Miliammina. Entre las especies más interesantes o más conocidas destacan:
- Miliammina oblonga

Un listado completo de las especies descritas en el género Miliammina puede verse en el siguiente anexo.